# Ann Didyk
Ann Didyk (1916–1991) foi uma gravurista americana.
O seu trabalho está incluído nas colecções do Seattle Art Museum, da Arts Council Collection em Londres e da National Gallery of Art em Washington.